# Marc Alcalá
Marc Alcalá Ibáñez (ur. 7 listopada 1994 w Barcelonie) – hiszpański lekkoatleta specjalizujący się w biegach średnich.
Bez powodzenia startował na mistrzostwach świata juniorów młodszych (2011) oraz juniorów (2012). Na 99. miejscu zakończył rywalizację w biegu na 8 kilometrów podczas mistrzostw świata w przełajach w Bydgoszczy (2013). W tym samym roku odpadł w eliminacjach 1500 metrów na juniorskich mistrzostwach Europy w Rieti. W 2015 startował na halowych mistrzostwach Europy oraz zdobył złoty medal młodzieżowych mistrzostw Starego Kontynentu. W 2016 startował na halowych mistrzostwach globu w Portland oraz mistrzostwach Europy w Amsterdamie (w obu biegach na 1500 metrów odpadał w eliminacjach), natomiast w 2017 na halowych mistrzostwach Europy w Belgradzie uplasował się na czwartej pozycji w tym samym biegu.
Stawał na podium mistrzostw Hiszpanii.

## Osiągnięcia
| Rok  | Impreza                                   | Miejsce         | Konkurencja         | Pozycja     | Wynik   |
| ---- | ----------------------------------------- | --------------- | ------------------- | ----------- | ------- |
| 2011 | Mistrzostwa świata juniorów młodszych     | Lille Metropole | bieg na 1500 metrów | eliminacje  | 3:58,50 |
| 2012 | Mistrzostwa świata juniorów               | Barcelona       | bieg na 1500 metrów | eliminacje  | 3:55,68 |
| 2013 | Mistrzostwa świata w biegach przełajowych | Bydgoszcz       | bieg juniorów       | 99. miejsce | 25:18   |
| 2013 | Mistrzostwa Europy juniorów               | Rieti           | bieg na 1500 metrów | eliminacje  | 3:51,17 |
| 2015 | Halowe mistrzostwa Europy                 | Praga           | bieg na 1500 metrów | eliminacje  | 3:50,46 |
| 2015 | Młodzieżowe mistrzostwa Europy            | Tallinn         | bieg na 1500 metrów | 1. miejsce  | 3:44,54 |
| 2016 | Halowe mistrzostwa świata                 | Portland        | bieg na 1500 metrów | eliminacje  | 3:42,02 |
| 2016 | Mistrzostwa Europy                        | Amsterdam       | bieg na 1500 metrów | eliminacje  | 3:43,43 |
| 2017 | Halowe mistrzostwa Europy                 | Belgrad         | bieg na 1500 metrów | 4. miejsce  | 3:46,36 |
| 2017 | Superliga drużynowych mistrzostw Europy   | Lille           | bieg na 1500 metrów | 6. miejsce  | 3:54,89 |
| 2017 | Mistrzostwa świata                        | Londyn          | bieg na 1500 metrów | eliminacje  | 3:43,28 |
| 2018 | Halowe mistrzostwa świata                 | Birmingham      | bieg na 1500 metrów | eliminacje  | 3:45,49 |

## Rekordy życiowe
- bieg na 1500 metrów (stadion) – 3:35,85 (2017)
- bieg na 1500 metrów (hala) – 3:39,33 (2016)